# Velký kanál

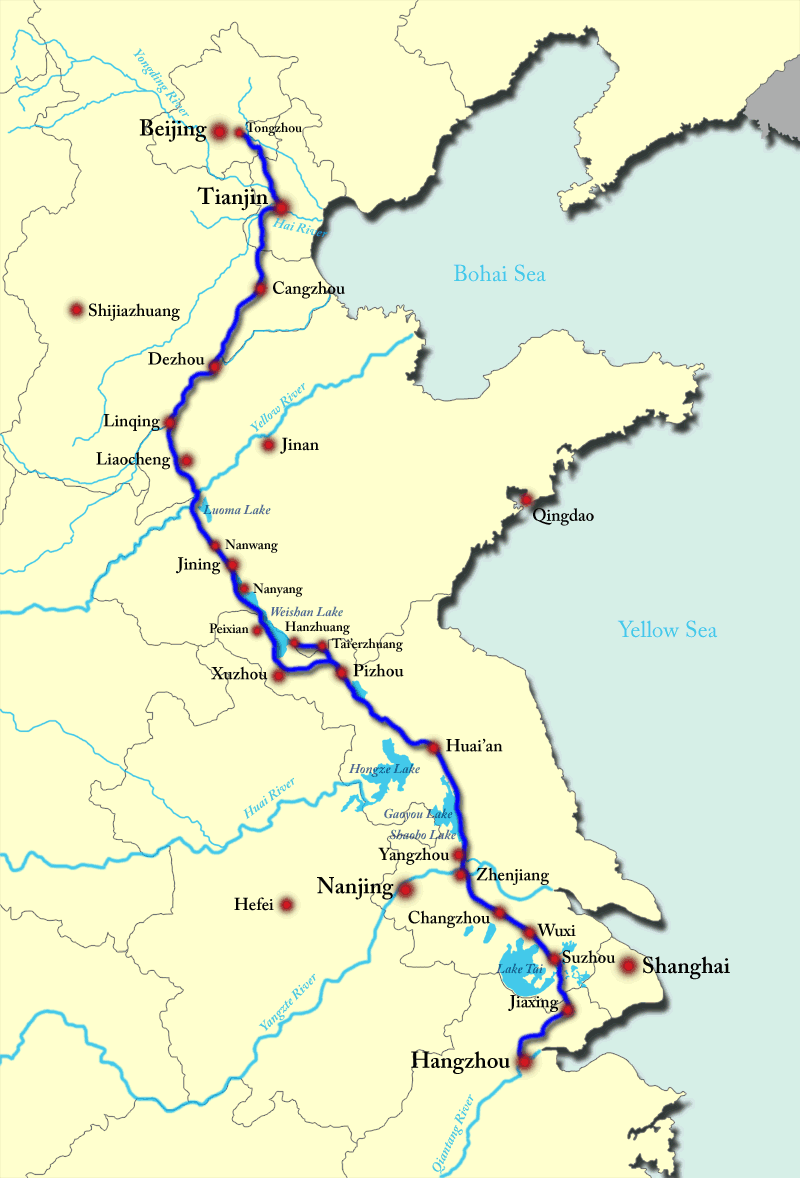
Moderní trasa Velkého kanálu

Velký čínský kanál (čínština tradiční 大運河, zjednodušená 大运河, pīnyīn Dà Yùnhé) nebo Velký kanál Peking–Chang-čou (čínsky tradiční 京杭大運河, zjednodušená 京杭大运河, pīnyīn Jīng Háng Dà Yùnhé) je nejdelší starověká umělá řeka světa. Začíná v pekingském obvodě Tchung-čou, prochází Tchien-ťinem a provinciemi Che-pej, Šan-tung, Ťiang-su a Če-ťiang až do města Chang-čou. Nejstarší část kanálu byla vybudována v 5. století př. n. l., různé samostatné úseky byly spojeny za vlády dynastie Suej na přelomu 6. a 7. století.
Celková délka Velkého kanálu je zhruba 1 776 km. Je nejstarším a nejdelším kanálem v Číně a patrně i v celém světě Nejvyšší úroveň hladiny má kanál v horách Šan-tungu s převýšením kolem 42 m. Lodě neměly problém s překonáváním převýšení díky sérii zdymadel stavěných od 10. století během vlády dynastie Sung. Velikost a velkolepost díla si získala obdiv během staletí jeho trvání, příkladem jsou zápisky japonského mnicha Ennina (794–864), perského historika Rašíd-al-dína (1247–1318) nebo korejského úředníka Čchö Pua (1454–1504).

Povodně Žluté řeky, křížící kanál, periodicky ohrožovaly bezpečnost a funkčnost kanálu. Během válek byly vysoké hráze spoutávající Žlutou řeku občas prokopány v úmyslu zaplavit nepřátelská vojska. To způsobovalo katastrofy a dlouhodobé ekonomické problémy. Přes občasná období zchátrání a nepoužívání kanál podporoval rozvoj domácí ekonomiky snadným a rychlým spojením obchodních center po celou dobu od suejské vlády.